# Snödhuvudtjärnarna
Snödhuvudtjärnarna är en sjö i Bodens kommun i Norrbotten och ingår i Råneälvens huvudavrinningsområde.